# Jan Němec (Filmemacher)

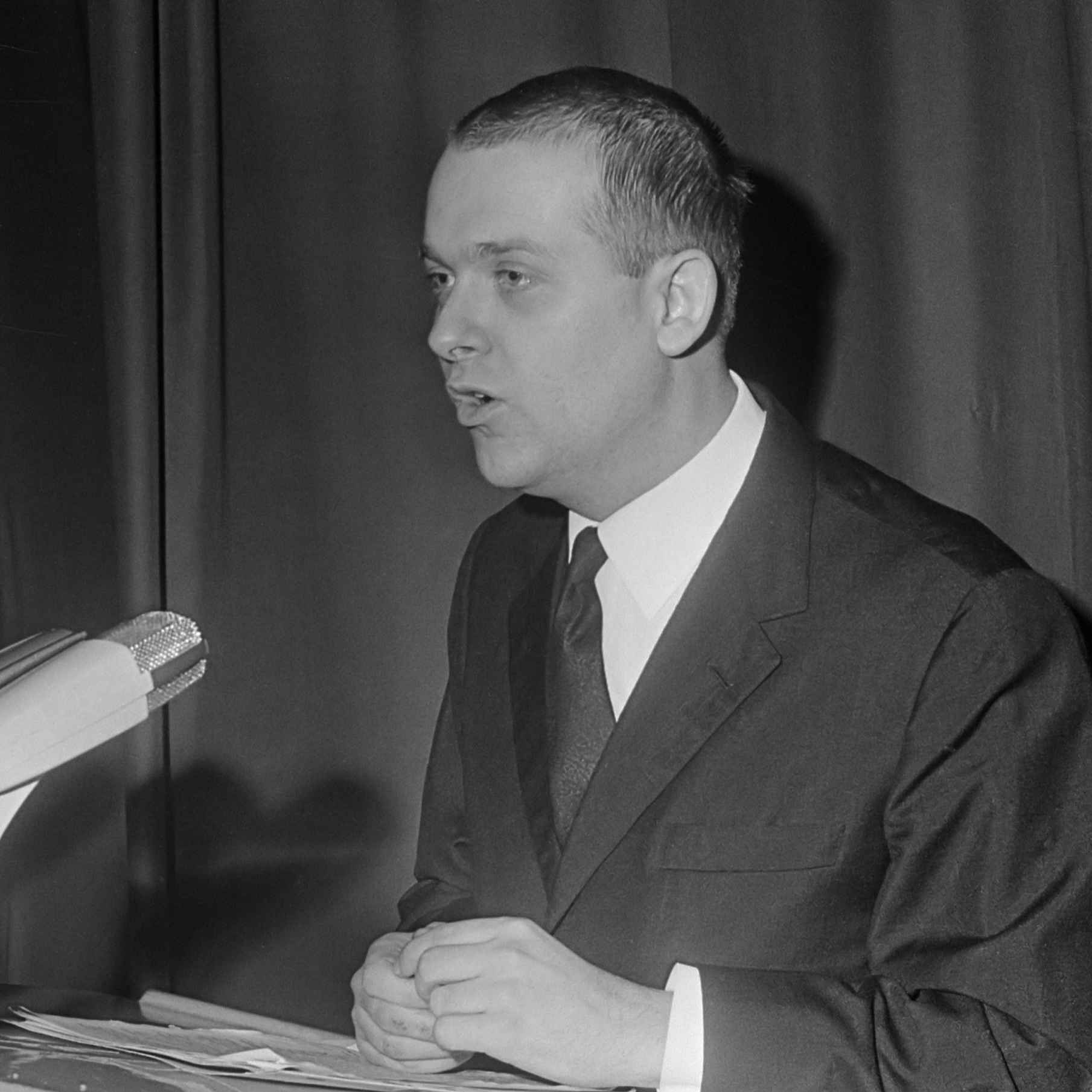
Jan Němec (1967)

Jan Němec (* 12. Juli 1936 in Prag; † 18. März 2016 ebenda) war ein tschechischer Filmemacher. Aus seinem Dokumentarfilmmaterial stammen wesentliche Teile der über die Niederschlagung des Prager Frühlings bekannten Fernsehbilder. Der Filmhistoriker Peter Hames beschrieb Němec als „enfant terrible der tschechischen Nouvelle vague“.

## Leben
Jan Němec studierte an der tschechischen Filmhochschule FAMU in Prag. In der sich um Jan Procházka formierenden „Neuen Welle“ der 1960er Jahre spielte Němec eine wichtige Rolle.
In seinem Diplomfilm an der Hochschule bearbeitete Němec eine Kurzgeschichte von Arnošt Lustig über dessen KZ-Erfahrung (Sousta). Němec verfilmte danach mit Démanty noci (tschechisch für Nächtliche Diamanten, 1964) einen weiteren Stoff von Lustig. Der Film zeigt das Schicksal zweier Knaben, die aus einem Zug ins KZ fliehen, und fällt formal durch seine experimentellen Techniken dramatischer Subjektivität auf (Rückblenden, Halluzinationen etc.).
O slavnosti a hostech (tschechisch für Über das Fest und seine Gäste, 1966) zeigt ein Picknick, das unter dem Einfluss eines charismatischen Sadisten in totalitäre Strukturen, Konformismus und Jagd auf Außenseiter entgleitet. Dass die vom Dramatiker Ivan Vyskočil verkörperte Zentralfigur nach Ansicht der Zensoren Lenin ähnlich sah, führte zum Verbot des Films. Auch gehörten die meisten der Schauspieler der Dissidentenszene an.
Mučedníci lásky (1966) war dafür ein apolitischer Liebesfilm. Mit Mutter und Sohn (1967) gewann Němec einen Preis bei den Internationalen Kurzfilmtagen Oberhausen.
Oratorio for Prague wurde zum Dokumentarfilm der Niederschlagung des Prager Frühlings. Němec übergab das Bildmaterial persönlich dem damaligen österreichischen Fernsehdirektor Helmut Zilk und der ORF verbreitete es weltweit. Philip Kaufman baute Originalmaterial von Němec in seinen Film Die unerträgliche Leichtigkeit des Seins (1988) ein.
Im Jahr 1974 verließ Němec die Tschechoslowakei, lebte zunächst in der Bundesrepublik Deutschland, dann in den Vereinigten Staaten und trat als Pionier des Videofilms auf. Nach 1989 kehrte er in seine Heimat zurück und drehte weitere Filme, etwa Nachtgespräche mit der Mutter (Nočni hovory s matkou, 2001), ein Film, der den Goldenen Leoparden beim Internationalen Filmfestival von Locarno gewann.

## Auszeichnungen
- 1967: Preis der Internationalen Kurzfilmtage Oberhausen
- 2001: Goldener Leopard beim Internationalen Filmfestival von Locarno
- 2002: Tschechische Verdienstmedaille

## Filmografie (Auswahl)

### Als Regisseur
- 1964: Diamanten der Nacht (Démanty noci) (auch Buch)
- 1965: Perlen auf dem Meeresgrund, Episode Die Betrüger (auch Buch)
- 1966: Vom Fest und den Gästen (O slavnosti a hostech)
- 1975: Das Rückendekolleté
- 1975: Die Verwandlung
- 1990: Strahovská demonstrace
- 1997: Jmeno kodu: Rubin
- 2001: Nachtgespräche mit der Mutter (Nočni hovory s matkou)
- 2005: Toyen (auch Buch)
- 2009: Holka Ferrari Dino
- 2016: Der Wolf aus der königlichen Weinberg-Straße (Vlk z Královských Vinohrad)

### Als Schauspieler
- 1988: Die unerträgliche Leichtigkeit des Seins
- 1988: ’68
- 1991: Corpus delicti